# Фортјуна (Калифорнија)
Фортјуна (енгл. Fortuna) град је у америчкој савезној држави Калифорнија. По попису становништва из 2010. у њему је живело 11.926 становника.

## Демографија
Према попису становништва из 2010. у граду је живело 11.926 становника, што је 1.429 (13,6%) становника више него 2000. године.
| Група             | 2000.         | 2010.         |
| Белци             | 8.704 (82,9%) | 8.926 (74,8%) |
| Афроамериканци    | 47 (0,4%)     | 73 (0,6%)     |
| Азијати           | 102 (1,0%)    | 106 (0,9%)    |
| Хиспаноамериканци | 1.097 (10,5%) | 2.032 (17,0%) |
| Укупно            | 10.497        | 11.926        |